# Конско (община Гевгели)
Вижте пояснителната страница за други значения на Конско.
Конско или понякога Койнско или Старо Конско (на македонска литературна норма: Конско, понякога Коњско, на мъгленорумънски: Coinsko) е село в община Гевгели, Северна Македония.

## География
Селото е разположено в областта Влахомъглен, в североизточните поли на планината Кожух, на 30 километра северозападно от общинския център град Гевгели (Гевгелия).

## История
В XIX век Конско е влашко (мъгленорумънско) село в Гевгелийска каза на Османската империя в напреднал процес на българизация. Църквата „Свети Димитър“ в селото е дело на Андон Китанов.
Още в 1895 – 1896 година в селото е основан комитет на ВМОРО. През октомври 1897 година революционерът Аргир Манасиев, учител в Смоквица, заедно с Пере Тошев заздравява комитета в селото. Между 1896 – 1900 година селото преминава под върховенството на Българската екзархия.
В 1894 година Густав Вайганд в „Аромъне“ пише, че Коинско е влашко село.
В статистиката на Васил Кънчов („Македония. Етнография и статистика“) от 1900 г. Койнско е посочено като село с 560 жители власи християни.
По данни на секретаря на Българската екзархия Димитър Мишев („La Macédoine et sa Population Chrétienne“) през 1905 година в Конско има 640 българи екзархисти и работи българско училище, в което учителства деецът на ВМОРО Димитър Попстаматов.
При избухването на Балканската война в 1912 година 12 души от Конско се записват доброволци в Македоно-одринското опълчение.
След Междусъюзническата война в 1913 година селото попада в Сърбия. През 1922-1923 година е открита поща, която функционира до 6 април 1941 година. Много сгради в Конско са разрушени или повредени по време на Валандовското земетресение през 1931 година.
По време на българското управление във Вардарска Македония в годините на Втората световна война, Тома Г. Йосифов от Ленище е български кмет на Конско от 1941 година до 20 октомври 1942 година. След това кмет е Иван Ат. Кузманов (14 декември 1942 - 22 февруари 1943).
Според преброяването от 2002 година селото има 4 жители.
| Националност | Всичко |
| македонци    | 4      |
| албанци      | 0      |
| турци        | 0      |
| роми         | 0      |
| власи        | 0      |
| сърби        | 0      |
| бошняци      | 0      |
| други        | 0      |

## Личности
Родени в Конско
- Андон Георгиев Луков, български революционер, деец на ВМОРО[5]
- Андон Николов Ковачев, български революционер, деец на ВМОРО[5]
- Георги Илков (1884 – ?), български революционер, деец ВМОРО
- Георги Колев Смилев, български революционер, деец на ВМОРО[5]
- Георги Митрев (1880 – 1917), български революционер, деец ВМОРО
- Кольо Манджуков, български революционер, деец на ВМОРО[16]
- Кольо Трайков Колебачев, български революционер, деец на ВМОРО[5][16]
- Никола Андонов, македоно-одрински опълченец, Първа отделна партизанска рота[17]
- Пано Бозов, български революционер, деец на ВМОРО[5]
- Стефан Стоев Сапунджиев, български революционер, деец на ВМОРО[5]
- Стоил Кьорпетков, български революционер, деец на ВМОРО[5]
- Тано Бунбаширов, български революционер, деец на ВМОРО[16]
- Трайко Аврамов Милев, български революционер, деец на ВМОРО[5]
- Трайко Димов Шушков (Трайо, ? – 1903), български революционер, деец на ВМОРО,[5] убит на 5 септември 1903 година при село Мишино, Кочанско[16]
- Христо Бачов, български революционер, деец на ВМОРО[5]
- Христо Иванов Пеев, български революционер, деец на ВМОРО[5]
- Христо Стоев Майсторо, български революционер, деец на ВМОРО[5]

Починали в Конско
- Иван Алексов Бояджиев, български военен деец, подпоручик, загинал през Първата световна война[18]